# Władysław Kiliński
Władysław Kiliński (ur. 24 maja 1887 w Krakowie, zm. 1 sierpnia 1964) – pułkownik dyplomowany artylerii Wojska Polskiego, kawaler Orderu Virtuti Militari.

## Życiorys
Urodził się 24 maja 1887 roku w Krakowie, w rodzinie Stanisława (ur. 1850) i Karoliny z domu Brosig (ur. 1862); był prawnukiem Jana Kilińskiego. W latach 1910–1911 (I półrocze) był zastępcą nauczyciela w cesarskim i królewskim Gimnazjum w Wadowicach, a w latach 1911–1914 był tam nauczycielem języka polskiego, łaciny i śpiewu. W „Sprawozdaniu c.k. Gimnazjum w Wadowicach” (1913/1914) ogłosił pierwszą część rozprawy Wyspiański a polska myśl porozbiorowa (recenzowaną w „Pamiętniku Literackim”, 1914/1915, zeszyt 2, przez Wiktora Hahna), zapowiadana druga część rozprawy nie ukazała się (nie wydano „Sprawozdania” za rok szkolny 1914/1915).
W czasie I wojny światowej służył w Legionach Polskich. Był oficerem 1 pułku artylerii Legionów. W czasie służby w Legionach awansował na: chorążego (15 grudnia 1915 roku) i podporucznika (1 maja 1916 roku).
3 maja 1922 roku został zweryfikowany w stopniu majora ze starszeństwem z dniem 1 czerwca 1919 roku i 50. lokatą w korpusie oficerów artylerii. Pełnił służbę w Oddziale I Sztabu Generalnego na stanowisku kierownika referatu organizacji grup personalnych. 17 maja 1922 roku odznaczono go orderem wojskowym „Virtuti Militari" V klasy. W sierpniu 1922 roku został komendantem Korpusu Kadetów Nr 2 w Modlinie. 31 marca 1924 roku został awansowany do stopnia podpułkownika ze starszeństwem z dniem 1 lipca 1923 roku i 30. lokatą w korpusie oficerów artylerii. 1 listopada 1924 roku został przydzielony do 1 pułku artylerii polowej Legionów w Wilnie z jednoczesnym „odkomenderowaniem” do Wyższej Szkoły Wojennej w Warszawie, w charakterze słuchacza IV Kursu Doszkolenia. 15 października 1925 roku, po ukończeniu kursu i otrzymaniu dyplomu naukowego oficera Sztabu Generalnego, został przydzielony do 12 pułku artylerii polowej w Złoczowie na stanowisko zastępcy dowódcy pułku. W grudniu 1926 roku został przeniesiony do kadry oficerów artylerii i przydzielony do Biura dla prac Komitetu Obrony Państwa przy GISZ z równoczesnym przeniesieniem służbowym do Ministerstwa Wyznań Religijnych i Oświecenia Publicznego. W Ministerstwie WR i OP powierzono mu stanowisko naczelnika Wydziału Higieny Szkolnej i Wychowania Fizycznego. W lutym 1929 roku objął, po Juliuszu Ulrychu, stanowisko dyrektora Państwowego Urzędu Wychowania Fizycznego i Przysposobienia Wojskowego w Warszawie. 24 grudnia 1929 roku został awansowany do stopnia pułkownika ze starszeństwem z dniem 1 stycznia 1930 roku i 8. lokatą w korpusie oficerów artylerii. W październiku 1935 roku został przeniesiony do dyspozycji szefa Sztabu Głównego. Od 20 stycznia 1936 do 1939 kierował pracą Gabinetu Ministra Spraw Wojskowych, generała dywizji Tadeusza Kasprzyckiego.
Członek Głównego Sądu Rozjemczego Towarzystwa Rozwoju Ziem Wschodnich w 1939.

## Ordery i odznaczenia
- Krzyż Srebrny Orderu Wojskowego Virtuti Militari[18] nr 7512 – 17 maja 1922[19][5]
- Krzyż Niepodległości (6 czerwca 1931)[20]
- Krzyż Komandorski Orderu Odrodzenia Polski (10 sierpnia 1938)[21]
- Krzyż Oficerski Orderu Odrodzenia Polski (8 listopada 1930)[22]
- Krzyż Kawalerski Orderu Odrodzenia Polski[23]
- Krzyż Walecznych (dwukrotnie)[18]
- Złoty Krzyż Zasługi (10 listopada 1928)[24][18]
- Medal Pamiątkowy za Wojnę 1918–1921[18]
- Złoty Wawrzyn Akademicki (5 listopada 1938)[25]
- Medal Dziesięciolecia Odzyskanej Niepodległości[18]
- Złota Odznaka Honorowa Ligi Obrony Powietrznej i Przeciwgazowej I stopnia[26]
- Odznaka „Za wierną służbę”[27]
- Odznaka Sztabu Generalnego[27]
- Odznaka Pamiątkowa Generalnego Inspektora Sił Zbrojnych (12 maja 1936)
- Order Krzyża Orła II klasy (Estonia, 1933)[18][28][29]